# Kloster Hettiswil

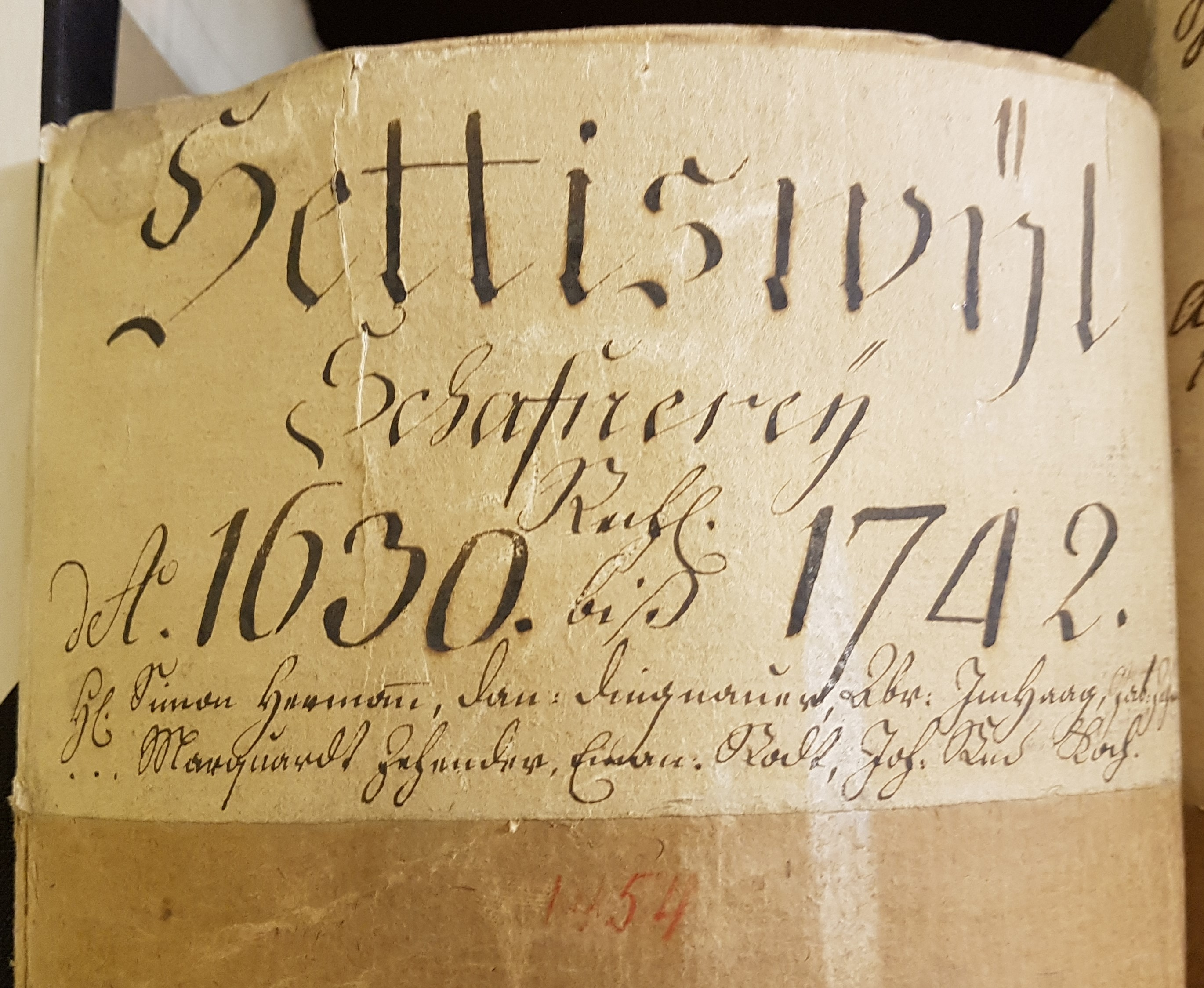
Hettiswil-Rechnungen im Staatsarchiv des Kantons Bern

Das Kloster Hettiswil ist ein ehemaliges Cluniazenserpriorat in der Gemeinde Krauchthal, Kanton Bern, Schweiz.

## Geschichte

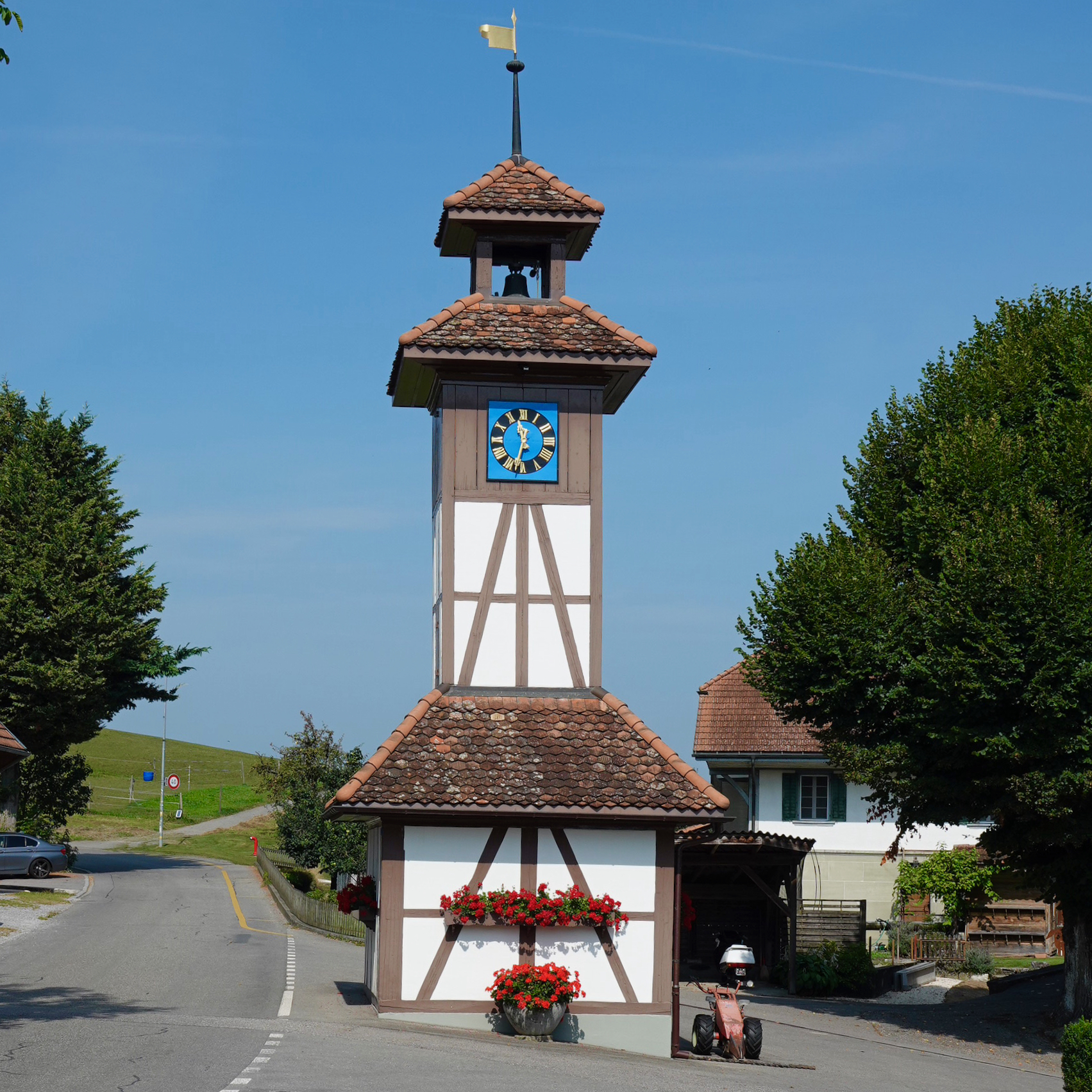
Lindenzytli in Hettiswil, oben im Turm sichtbar die Glocke

Das Cluniazenserpriorat im Bistum Konstanz, Ordensprovinz Alemannia et Lothoringia wurde gemäss den Quellen 1107 gegründet und war dem Heiligen Kreuz geweiht. Die Gründung erfolgte durch den Priester Heinrich, seine Geschwister und weitere Stifter. Der Prior residierte nur teilweise in Hettiswil und stand ab 1293 auch dem Cluniazenserpriorat Leuzigen (mit Bargenbrück) vor. Um ging die Kastvogtei an die Familie von Erlach, die 1425 auch die Vögte des Cluniazenserpriorats Rüeggisberg waren. Das Priorat wurde 1528 aufgehoben, die Güter dem Kastvogt Diebold von Erlach vorenthalten und stattdessen in eine Schaffnerei umgewandelt. Verschiedene Zinserträge wurden 1531 dem Mushafen in Bern zugeschlagen. 
Priorat und Kirche wurden mit der Säkularisation weitgehend abgebrochen. Die ehemalige Klosterherrschaft wurde nun von einem bernischen Schaffner verwaltet, der in der Schaffnerei mit Gerichtsstube auch als Wirt amtete. Zeitweilig verbot die Obrigkeit das Wirten. Einem Verbot aus der Zeit des Schaffners Gabriel Zehender zufolge existierten zu dieser Zeit noch Teile der Klosterbauten: das pindten Schenken vßerhalb dem Closter abgestreckt wurde. Die Schaffner waren im 18. Jahrhundert mehrfach ehemalige Offiziere in fremden Diensten, kinderlose Angehörige burgerlicher Familien Berns, meist aus dem Patriziat. Im Gegensatz zu den Landvögten, die ihre Vogteien sechs Jahre versahen, blieben die Hettiswiler Schaffner meist bis zu ihrem Ableben auf ihrem Posten.
Das Priorat erhielt 1495 von der Stadt Solothurn eine Ave-Maria-Glocke. Nach der Aufhebung des Klosters diente die Glocke in Bern als Marktglocke. Später fand sie den Weg zurück nach Hettiswil und wurde zunächst an den Ast einer Linde befestigt. 1830 wurde das heutige Türmchen («Lindenzytli», urspr. Feuerwehrmagazin) errichtet, welches seither die Glocke beherbergt. Die Glocke wurde 1991 durch einen Faksimile-Guss ersetzt.
2004 wurden bei einer Rettungsgrabung im Dorfteil «Alte Öle» Reste des Querschiffs und der Vierung einer dreischiffigen romanischen Basilika gefunden. Der Standort war bis dahin im Ort nicht mehr bekannt.

## Liste der Priore und Schaffner

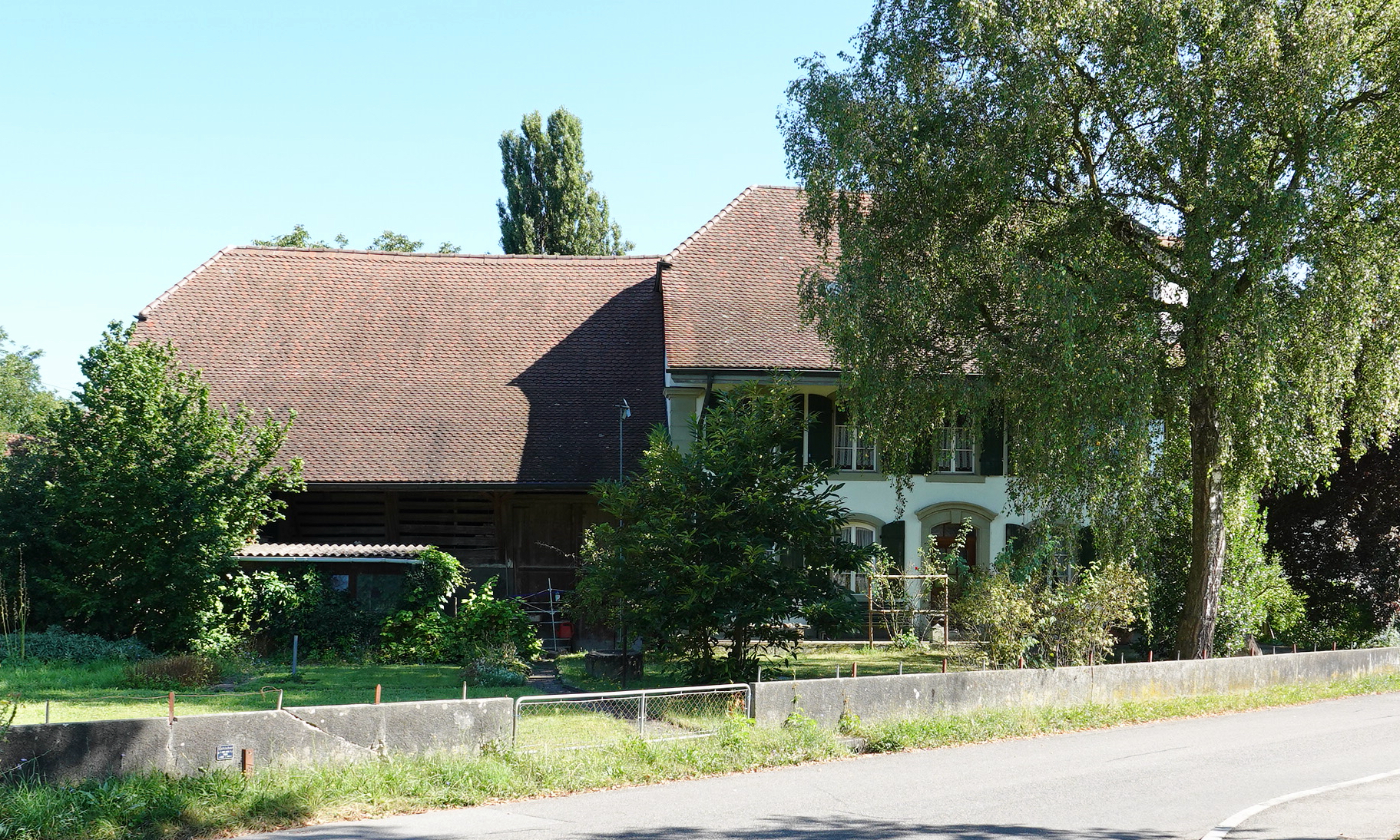
Schaffnerei Hettiswil (1744)

| - Peter, erwähnt 1297 bis 1300/01 - Gerhard von Montigny, erwähnt 1324 bis 1341 - Johannes von Chavornay, erwähnt 1343 bis 1382 - Peter von Balm, erwähnt 1389 bis 1418 - Hans, erwähnt vor 1433 - Anton von Echangnens, erwähnt 1433/34 - Johannes Gross, erwähnt 1450 bis 1477 - Johannes Küng, erwähnt 1477 bis 1516 - Rudolf Witzig, erwähnt 1516 bis 1527 - Stephan Märki, erwähnt 1527 bis 1529 Ab 1529 weltlicher Schaffner - Jakob Wyss († 1546), 1529 - Jakob Hetzel, 1532 - Peter Ziegler, 1536 - Paul Späting, 1558 - Niklaus Lienhard, 1570 - Bendicht Othi, 1571 - Durs Ludmann, erwähnt 1572/78 | - Konrad Glöri, 1588 - Jakob Schaffhuser, erwähnt 1602/11 - Peter Buri, 1616 - Ludwig Bauernkönig, 1625 - Simon Hermann, 1630 - David Dingnauer, 1633 - Abraham Im Hag, 1645 - Gabriel Zehender (1615–1681), 1671 - Hans Anton Güder (1630–1688), 1687 bis 1688 - Marquard Zehender (1652–1706), 1688 - Hans Rudolf Koch (1661–1741), 1709 - Abraham Tillier († 1750), 1741 - Franz Ludwig Müller (1702–1759), 1750 - Niklaus Sinner (1706–1784), 1759 - Johann Rudolf Steiger, 1784 - Johann Rudolf Fischer (1733–1794), 1788 - Georg Langhans (1752–1839), 1795 |